# Castelmola
Castelmola (Mola in siciliano) è un comune italiano di 1 074 abitanti della città metropolitana di Messina in Sicilia.
La cittadina fa parte del circuito dei borghi più belli d'Italia.
La cittadina è a vocazione turistica, determinata dalla estrema vicinanza a Taormina.

## Geografia fisica

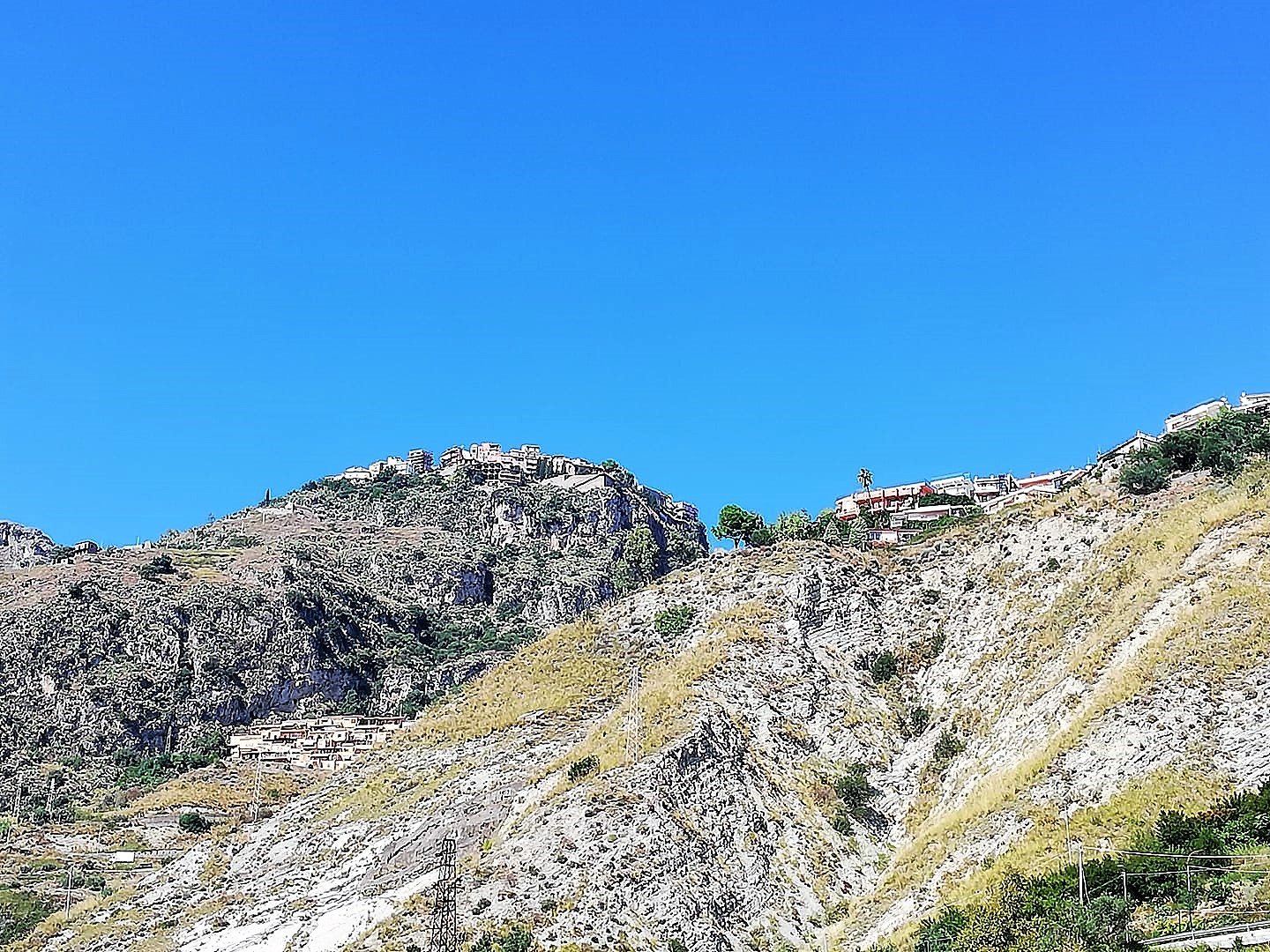
Castelmola vista da Giardini.

Il paese, piccolo e ben conservato, si trova sulla cima di un cocuzzolo a strapiombo sul mar Ionio a circa 36 chilometri a sud da Messina, a circa 49 chilometri a nord da Catania e a pochi chilometri da Taormina. Il punto più elevato si raggiunge salendo per un sentiero, dalla piazza principale del paese, la Piazza Sant'Antonino, fino ai ruderi di un castello. Sulla piazza esiste un belvedere che offre una splendida vista sulla costa ionica e sulla città di Taormina, sul mare e sulla costa Calabra.

## Storia

### Epoca greco - romana

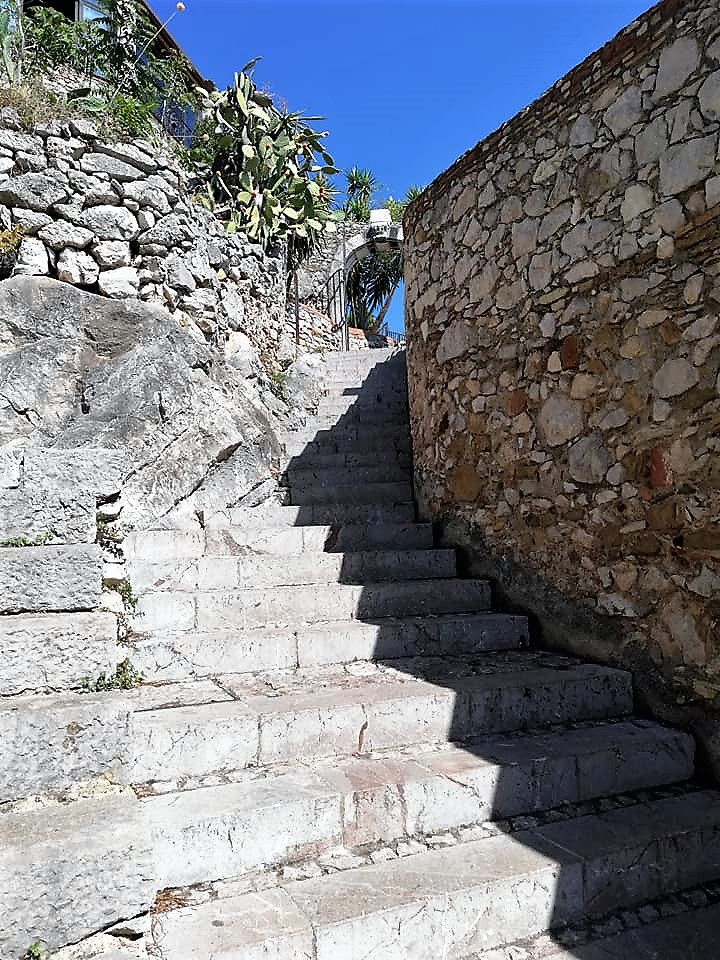
Scalinata e Porta castello.

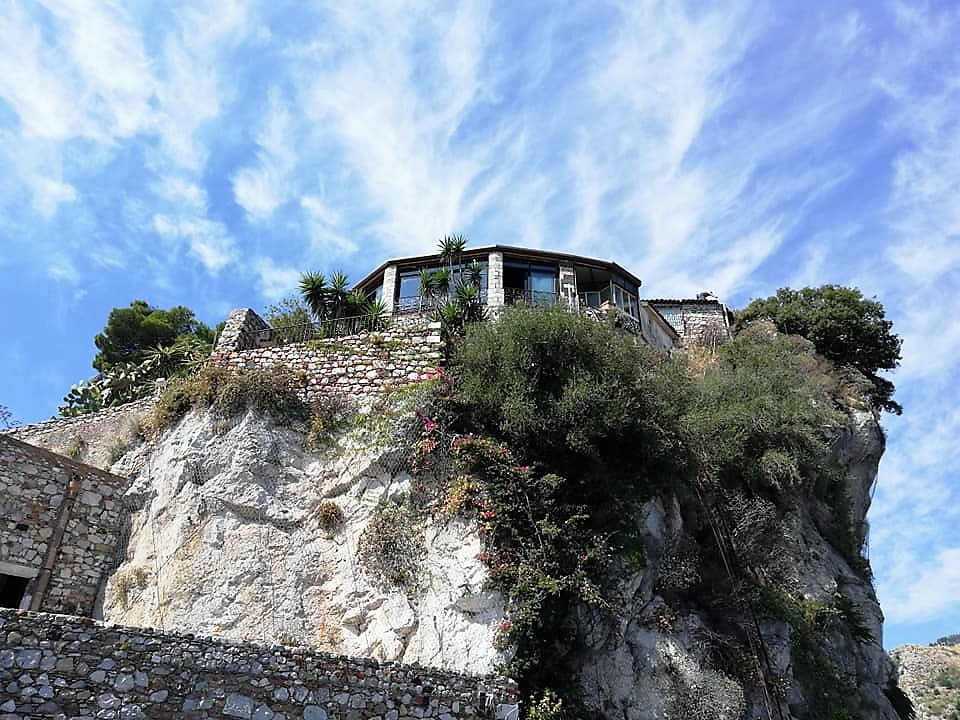
Auditorium.

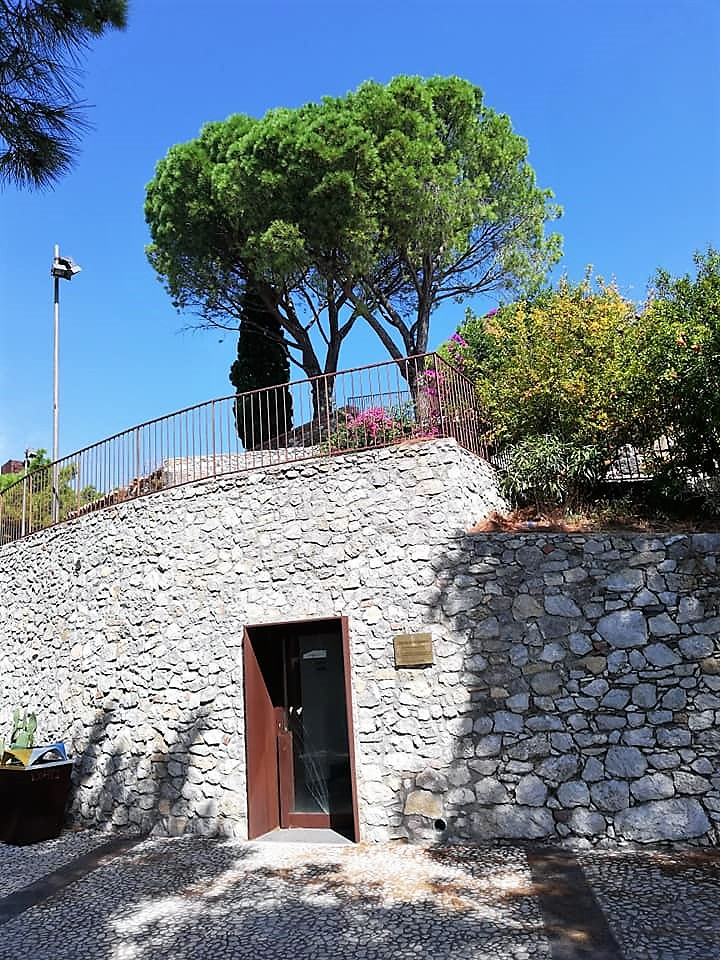
Castello.

Le origini di Castelmola risalgono al periodo preellenico. La denominazione trae ispirazione dalla conformazione del grande masso su cui sorge che ricorda appunto una "mola". Forse per la sua posizione sopraelevata fu un tempo la vera acropoli di Taormina, e le loro vicende sono talmente connesse da non poter distinguere quelle dell'una dall'altra.
Mylai era il nome del primo insediamento, risalente all'Età del ferro (VIII secolo a.C.), opera dei Siculi. Ciò è testimoniato dal ritrovamento della necropoli di Cocolonazzo. Le ceramiche con decorazioni dipinte a motivi geometrici, restituite dalle sepolture a grotticella artificiale, hanno consentito di determinare l'origine dell'abitato. Nel 396 a.C. Dionisio, tiranno di Siracusa, assedia Mylai (Μυλαί in greco antico), ma è sconfitto dai Siculi, che respingono l'assalto. Nel 392, lo stesso Dionisio, ritenta l'attacco, con maggiore fortuna e riesce ad occupare la zona. Alla sua morte, nel 367, la città è presa in mano da Andromaco che costruisce il centro abitato a piano delle Ficare, erige nuove fortificazioni, realizza cisterne, di cui esistono ancora tracce lungo il percorso, e serbatoi per l'acqua, migliorando così le condizioni di vita.
Tindarione, che governa la città, alla morte di Andromaco, la pone sotto protezione di Pirro, ma, durante la prima guerra punica, è conquistata da Gerone di Siracusa, che la governa fino al 214.

### Epoca bizantino - araba
Dopo la caduta dell'Impero romano d'Occidente, la città segue il destino dell'isola, passando sotto l'influenza bizantina.
Il primo agosto 902, i Saraceni di Ibrahim II (Ibrāhīm (II) ibn Aḥmad ibn al-Aghlab), riescono a far breccia nelle fortificazioni della città e devastano l'abitato. Solo il castello resiste all'attacco dei Mori che si dirigono verso Tauromenion, attraversando il varco che da allora è detto Porta dei Saraceni.

### Epoca normanno - svevo - aragonese
Il dominio arabo si conclude nel 1078, con l'ascesa di Ruggero il Normanno che conquistata Taormina, dopo sette mesi d'assedio, espugna anche la fortezza di Mola. Ruggero costruisce un nuovo centro abitato intorno al castello, chiamato Mola. Quale ringraziamento alla Madonna fece anche erigere la chiesetta della Santissima Annunziata, ubicata nei pressi dell'abitato.
Nei secoli successivi, il paese perde il suo carattere difensivo, ma assume un ruolo politico riconosciuto. Affidata ai nobili fedeli al re, Mola appoggia dapprima gli Svevi contro gli Angiò, restando fedele al casato Hohenstaufen fino all'ultimo, poi nel 1282, durante i Vespri Siciliani, insorge contro gli Angioini schierandosi a favore degli Aragonesi.

### Epoca spagnolo - austriaca
Il castello di Mola piazzaforte spagnola, è alternativamente occupato dai contingenti francesi dopo i gravi e ripetuti scontri con le truppe spagnole, lunga scia di episodi che si inserisce tra il 1673 e il 1678 nel triste contesto delle rivolte antispagnole.
Dal 1718 al 1720, la piazzaforte e il territorio sono basi dalle armate austro-piemontesi durante gli scontri contro gli spagnoli capitanati dal Viceré Jean François de Bette III Marchese di Lede. Nella "guerra di successione" le truppe della coalizione resistettero all'assedio spagnolo, per poi cedere la base. La Battaglia di Francavilla si inserisce nel contesto dei conflitti contro la Quadruplice alleanza combattuti dal regno di Spagna contro Inghilterra, Francia, Austria e Paesi Bassi per il predominio sul mar Mediterraneo. L'esito degli scontri sarà sfavorevole per la compagine iberica, evento che aprirà la breve parentesi austriaca in Sicilia.

### Epoca borbonica
Nel 1738 Mola entra a far parte dei domini borbonici, poi dal 1816 accorpato insieme a tutto il Regno di Sicilia nel nuovo Stato ridenominato Regno delle Due Sicilie, e nel 1860, alla fuga dell'esercito borbonico inseguito dalle truppe garibaldine, vota l'annessione al Regno d'Italia.

### Epoca contemporanea
Nel 1928 il territorio di Castelmola fu annesso al comune di Taormina. Questo periodo fu particolarmente negativo per Castelmola, in quanto la crescita economica attraversò anni di immobilità che di certo non le giovarono; questa parentesi fortunatamente non durò a lungo, perché nel 1947 riacquistò l'autonomia amministrativa.
L'aspetto del paese e la sua struttura urbanistica medievale si sono mantenuti pressoché inalterati fino al 1928, anno in cui, per creare l'accesso al centro urbano, fu del tutto modificata l'affascinante entrata del borgo.
Una scalinata quasi intagliata nella roccia conduceva ai piedi del castello, fino alla porta vera e propria di entrata nel centro; a mantenere l'idea di quello che era, rimane l'arco d'entrata posto su una gradinata in pietra calcarea; l'auditorium comunale conserva al suo interno le straordinarie foto che ne testimoniano la bellezza.
Nel tempo, malgrado le modifiche apportate al suo aspetto, questo paese riesce ancora a conservare racchiuso nei suoi vicoli la magia e il fascino immutato dell'antico che, mescolandosi al nuovo, trasmette l'impressione che qui il tempo si sia fermato.

### Simboli
Nello stemma d'azzurro è raffigurato un castello d'oro, torricellato di tre pezzi, che simboleggia quello di Castelmola. Il gonfalone è un drappo di azzurro.

## Monumenti e luoghi d'interesse

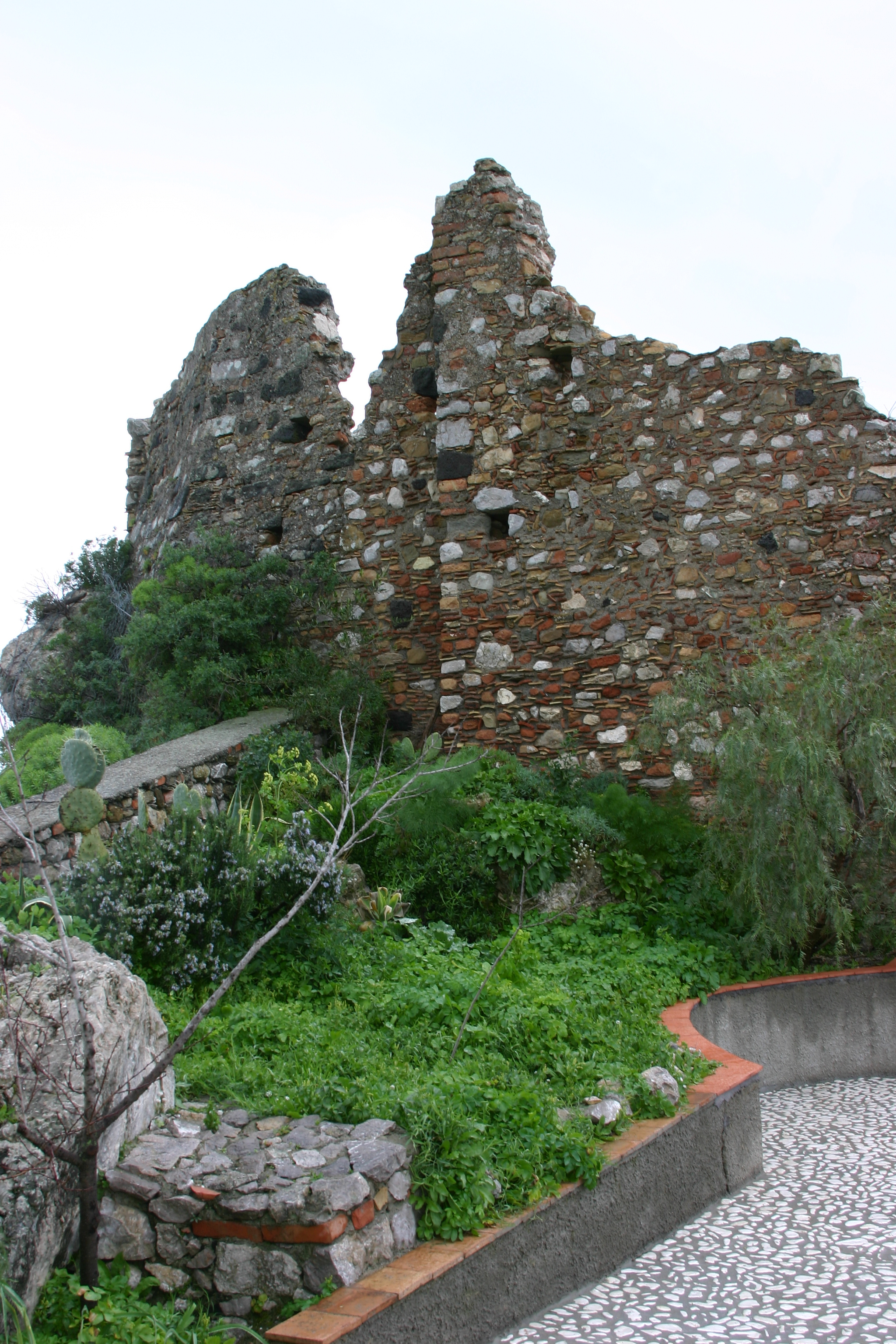
Castello di Mola.

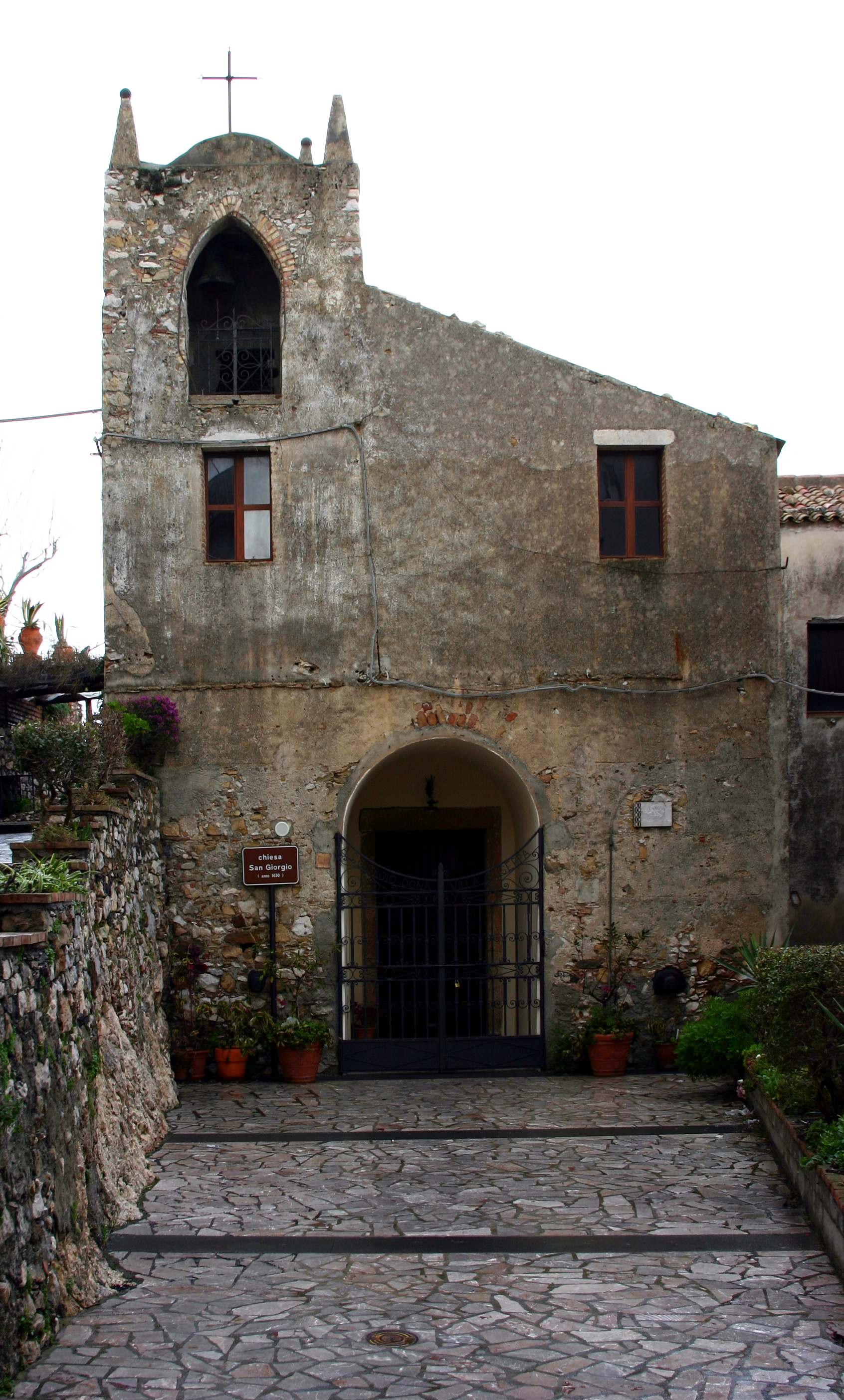
Chiesa di San Giorgio.

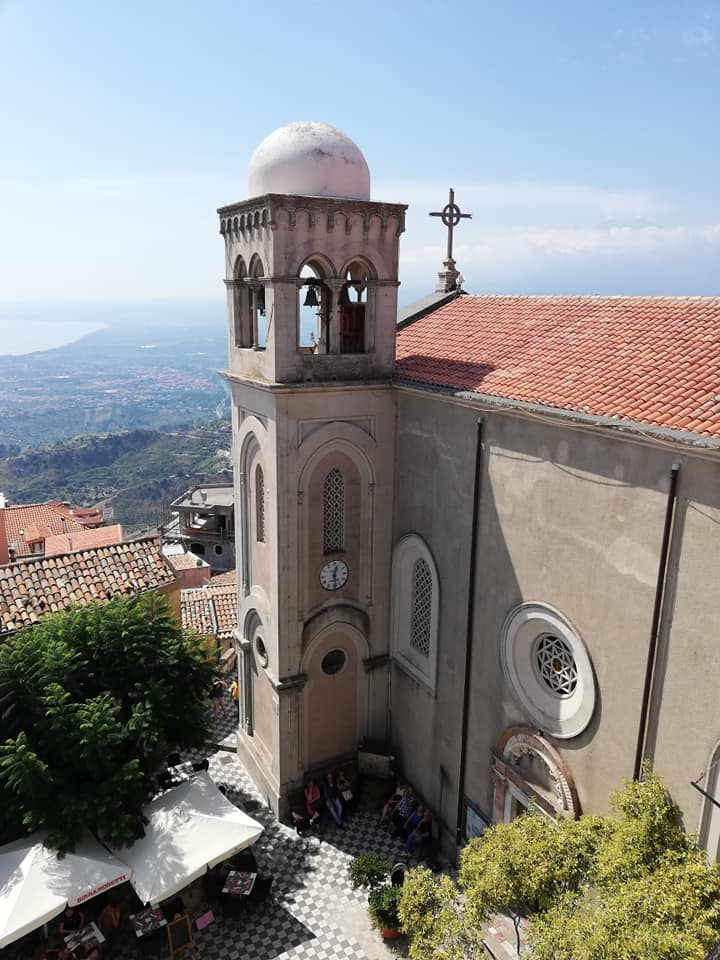
Duomo di San Nicola di Bari.

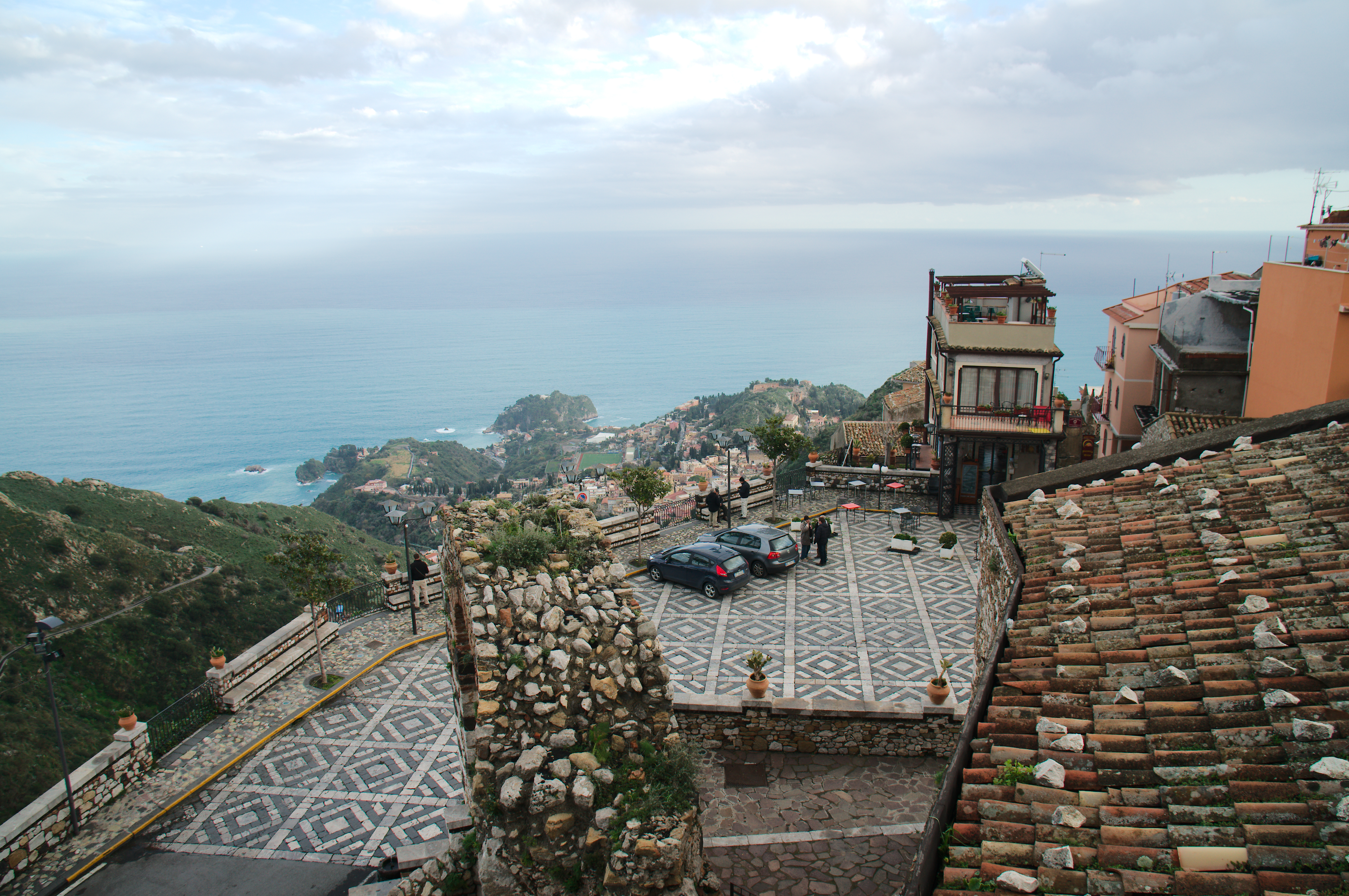
Piazza Sant'Antonio e Antico Caffè San Giorgio.

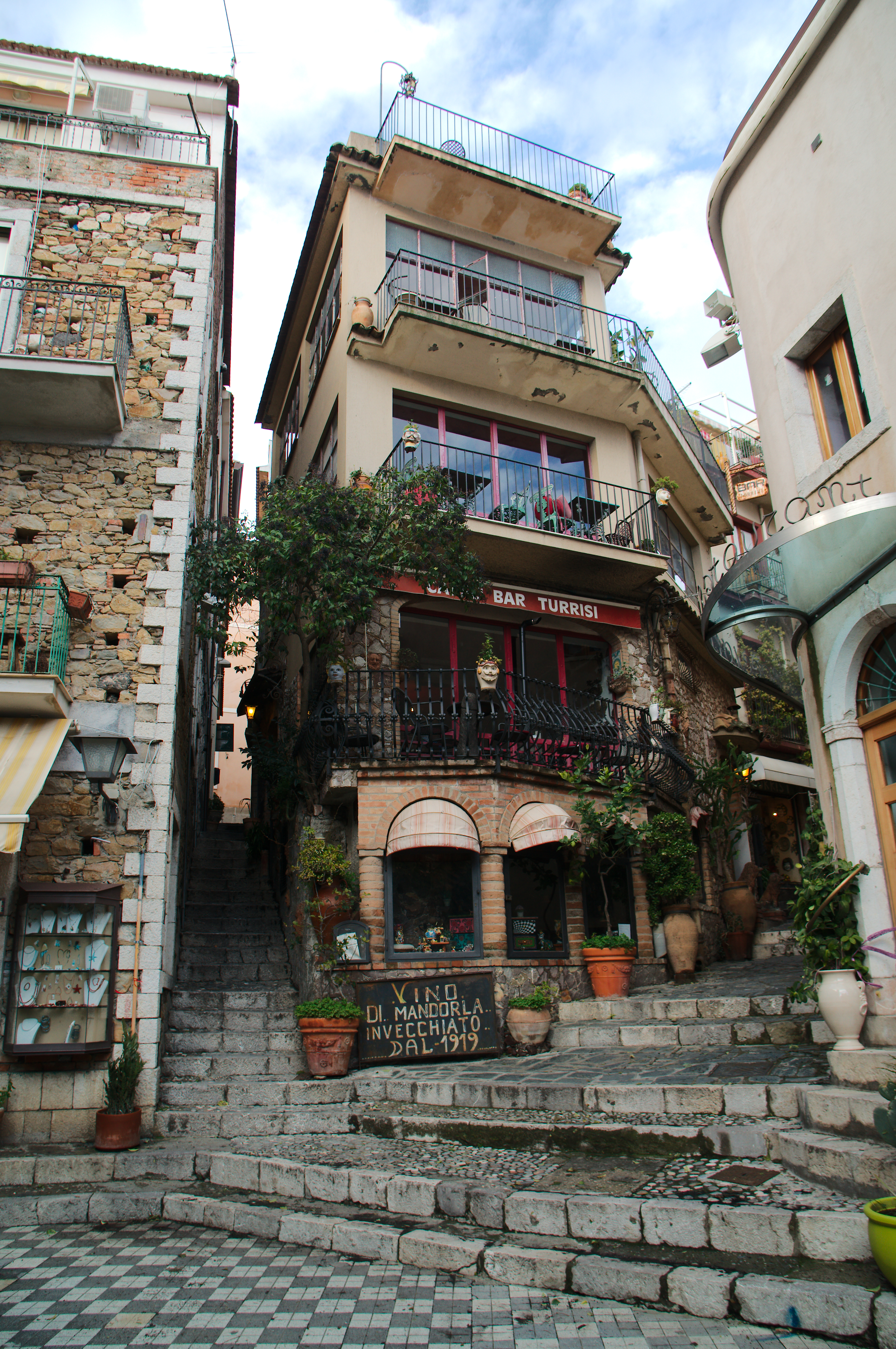
Piazza Duomo e Bar Turrisi.

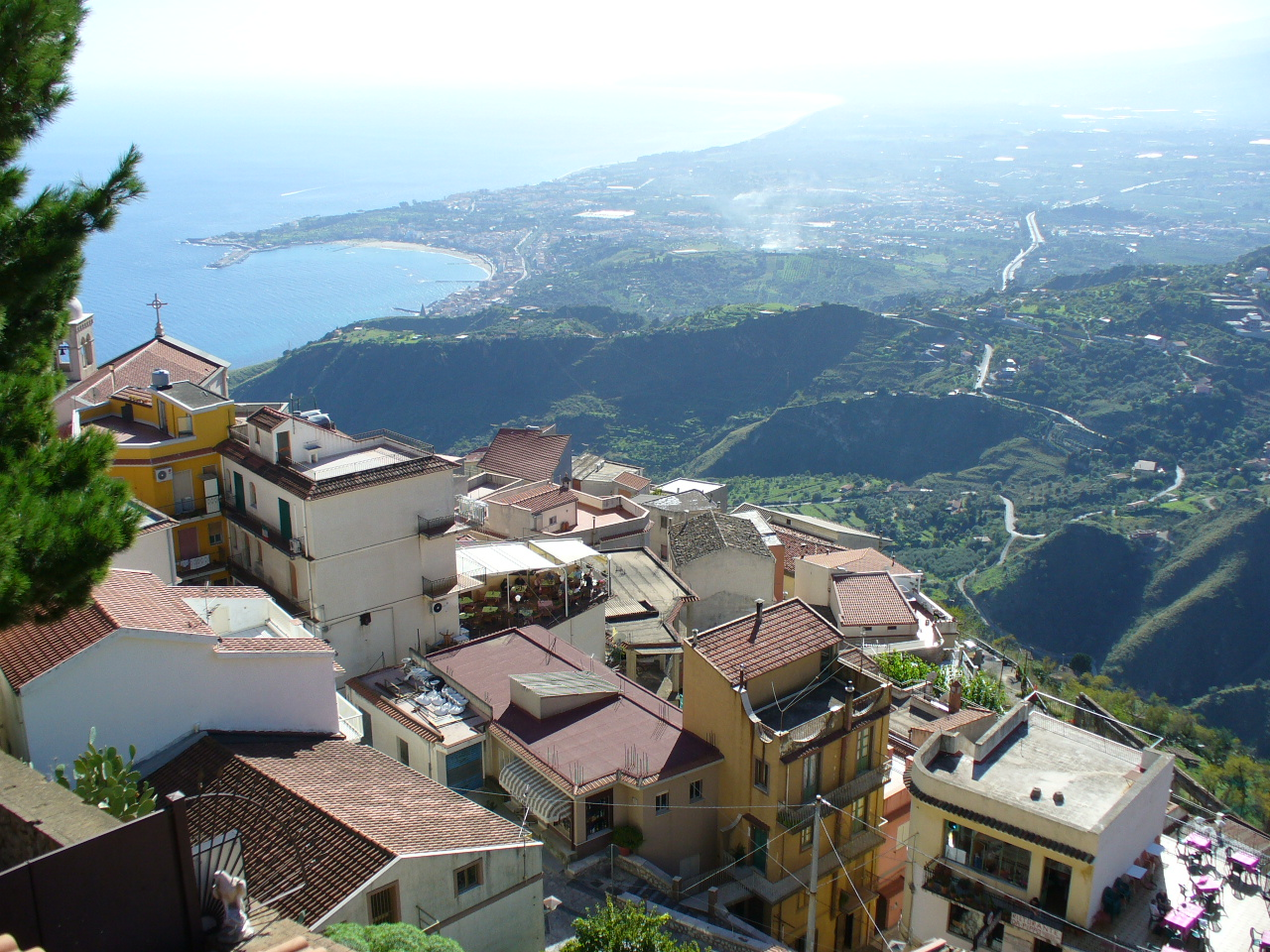
Panorama cittadino e sulla baia di Giardini Naxos.

### Architetture militari

#### Castello di Mola
Della fortificazione denominata castello di Mola restano i ruderi delle poderose mura normanne, e non è possibile stabilire con esattezza l'epoca di costruzione. L'unico elemento certo, in merito all'edificazione di quest'opera difensiva, proviene dalla dicitura greco bizantina del X secolo, incisa nella lapide marmorea posta sulla facciata del duomo, che recita: “questo castello fu costruito sotto Costantino, patrizio e stratega di Sicilia”.
Nonostante questo faccia presumere una collocazione in epoca medioevale la maggior parte degli storici concorda con una più antica edificazione nel periodo romano.
Nel 1334, sotto il regno di Pietro d'Aragona, fu cinto di mura e reso inaccessibile per essere utilizzato come fortezza e prigione funzionale anche alla vicina Taormina. Il castello di Mola fu per secoli l'anello più forte della catena difensiva peloritana composta dai manieri di Milazzo, Ficarra, Tripi, Castroreale, Castiglione e Francavilla; rappresentando per i diversi conquistatori il punto nevralgico da espugnare per assumere il controllo del territorio.
Altro riferimento storico proviene dall'emblema posto sulla sommità dell'arco d'ingresso che presenta la dicitura: “Castello fedele a Sua Maestà – anno 1578”.
La suggestiva area del castello trasmette ancora, a chi osserva dall'alto delle sue mura, emozioni intense e acquista ulteriore fascino durante gli spettacoli di falconeria che si tengono fra le rovine.

### Architetture religiose

#### Duomo di San Nicola di Bari
La chiesa madre, ricostruita tra il 1934 e il 1935 sulla preesistente cattedrale, è intitolata a San Nicola di Bari. Architettonicamente presenta una commistione di stili: dal romanico al gotico, dall'arabo al normanno. Della cinquecentesca chiesa originaria sono stati rimontati il portale laterale e l'arcata del coro, oltre agli altari e al pulpito in noce intarsiato, risalenti però al XVIII secolo.
L'ingresso principale, con arco a sesto acuto, è laterale rispetto alla piazza e prospetta su uno straordinario belvedere dal quale si può ammirare l'imponente mole dell'Etna, che domina il golfo di Naxos. Il campanile, posto sul lato destro e arretrato rispetto alla facciata, presenta delle belle bifore e un'interessante lapide del X secolo in greco – bizantino. L'impianto è ad una sola navata, culminante con un'abside circolare. All'interno sono custodite due statue settecentesche: la Maddalena penitente e la Madonna del Rosario, mentre nella sagrestia, oltre a pregevoli paramenti sacri, si conservano alcune tele di notevole valore: una Madonna in trono con Bambino raffigurata tra San Rocco e San Michele Arcangelo della seconda metà del Cinquecento, uno Sposalizio della Madonna e di San Giuseppe del XVI secolo e un San Michele Arcangelo del Settecento.

#### Chiesa di San Giorgio
Costruita nei pressi di punta san Giorgio intorno all'anno 1450, la chiesa si distingue per la sobrietà delle linee architettoniche e per l'unicità del suo campanile, costituito da una breve torre inglobata nel corpo edilizio e sormontata, negli angoli, da 4 pinnacoli piramidali (clocheton). Si accede al tempio da un esonartece coperto da una volta a botte a tutto sesto e chiuso da un pregevole cancello in ferro battuto.
La pianta della chiesetta è ad una sola navata e presenta sul lato destro una cappella intitolata al SS. Crocifisso. Questo ambiente è stato aggiunto alla struttura principale, e costituisce una seconda navata che si interseca ortogonalmente a quella maggiore. Nel coro, al quale si accede mediante una scala in muratura sorretta da un arco a sesto acuto rampante, si trova un enorme organo a canne. La pavimentazione in marmo presenta due lapidi sepolcrali delle congregazioni di san Giorgio e del Crocifisso con epigrafi in latino, posizionate nella navata centrale e nella cappella. Dalla prima si accede, tramite una scalinata ricavata nella roccia, alla cripta che custodisce delle catacombe. All'interno della chiesa sono custodite pregevoli opere d'arte, fra cui: una tela raffigurante l'Incarnazione dell'Immacolata, la statua di San Giorgio, patrono del paese, e una statua lignea settecentesca dell'Immacolata Concezione. Nella Cappella del Santissimo Crocifisso si trovano le statue di San Biagio, della Madonna Addolorata e l'Urna contenente il Gesù Morto, le tele del Purgatorio e dei Misteri del Rosario, e un affresco settecentesco della Pietà, posto dietro un antico Crocifisso ligneo.

#### Chiesa di San Biagio
Fu la prima chiesa edificata a Castelmola. Posta a ridosso di una roccia e prospiciente su un piazzale dal quale si gode uno straordinario panorama sull'Etna, Taormina e il golfo di Naxos, è stata recentemente restaurata. Durante i lavori è stata ricostruita la volta a botte e sono stati ripristinati i prospetti.
È stato inoltre recuperato l'affresco settecentesco raffigurante una Madonna con Bambino ritratta con san Biagio e schiere angeliche che si trova all'interno.

#### Chiesa dell'Annunziata
Il tempio sorge nella contrada omonima, poco prima di entrare nel paese, nei pressi del cimitero. Fu costruita nel 1100 da Ruggero il Normanno quale ringraziamento alla Madonna per l'aiuto ricevuto durante la vittoriosa guerra contro i Saraceni, e presenta un portale di notevole pregio, inventariato dalla Soprintendenza ai Beni Culturali. La chiesetta è aperta al culto per un breve periodo dell'anno, dal 1° al 15 agosto, durante il quale si celebrano la novena della Madonna Annunziata e la festa dell'Assunzione di Maria al cielo.

### Altro

#### Piazza Sant'Antonio
Costruita nel 1954, la piazza è il belvedere sulla sottostante Taormina.
Presenta una pavimentazione a mosaico in pietra bianca e lavica, e marciapiedi alberati dove sono collocati sedili in pietra. Sulla piazza prospetta l'omonima chiesetta: armoniosa costruzione più volte rimaneggiata, che conserva ancora i tratti essenziali dell'architettura sacra del Sud Italia. Recentemente è stata trasformata in Auditorium comunale. Defilato sulla destra, si trova l'antico arco che segna l'ingresso del paese. Venne posto su una gradinata in pietra, che ne enfatizza la bellezza, durante i lavori per la realizzazione della piazza. Di fronte si trova il Caffè San Giorgio, fondato nel 1700 dai monaci che lo adibirono a taverna. Molti anni dopo don Vincenzo Blandano lo trasformò in uno dei locali tipici del paese, caratterizzandolo con una ricca collezione di album dove dal 1907 sono raccolte le firme e i pensieri dei visitatori, comprese quelle di alcuni uomini illustri del Novecento. La sua notorietà è inoltre legata alla specialità del piccolo borgo molese, il Vino alla Mandorla, di cui lui è l'inventore. Nei primi anni del Novecento fra i vari infusi preparati, Don Vincenzo Blandano, usando le antiche tecniche greche di infusione, creò il vino aromatizzato alla mandorla che chiamò proprio “Blandanino”, un liquore misterioso ambrato scuro dentro il quale si fondevano diversi odori e sapori della sua Sicilia.

## Specialità di Castelmola
Castelmola è il paese del vino alla mandorla.
- Vino alla Mandorla Il Vino alla mandorla è un vino bianco secco aromatizzato con alcool delle migliori qualità in infusione con mandorle amare, erbe, essenze agrumarie, Zibibbo, caramello.

L'inventore del Vino alla Mandorla è sicuramente Don Vincenzo Blandano, fondatore del primo locale di Castelmola, Taverna San Giorgio chiamata così in onore del santo patrono molese, poi chiamato solo successivamente Antico Caffè San Giorgio. Don Vincenzo Blandano, titolare dell'antico Caffè S. Giorgio, era solito offrirlo in segno di benvenuto agli ospiti che si arrampicavano su per il colle di Mola, e può quindi esserne considerato l'inventore. Creò questo vino aromatizzato usando le antiche tecniche greche di infusione e lo chiamò proprio “Blandanino”, un liquore misterioso ambrato scuro dentro il quale si fondevano diversi odori e sapori della sua Sicilia.
- Altri prodotti tipici molesi

Pane casereccio, maccheroni fatti in casa, miele, cuddure (ciambelle pasquali fatte con le uova), mandorle chiazziate, ossia zuccherate, mostarda, fichi secchi con le noci, vino, olive e capperi, sono gli altri prodotti di questa terra generosa.
Durante il corso dell'anno non mancano percorsi enogastronomici per valorizzare le specialità locali.

## Leggende e tradizioni

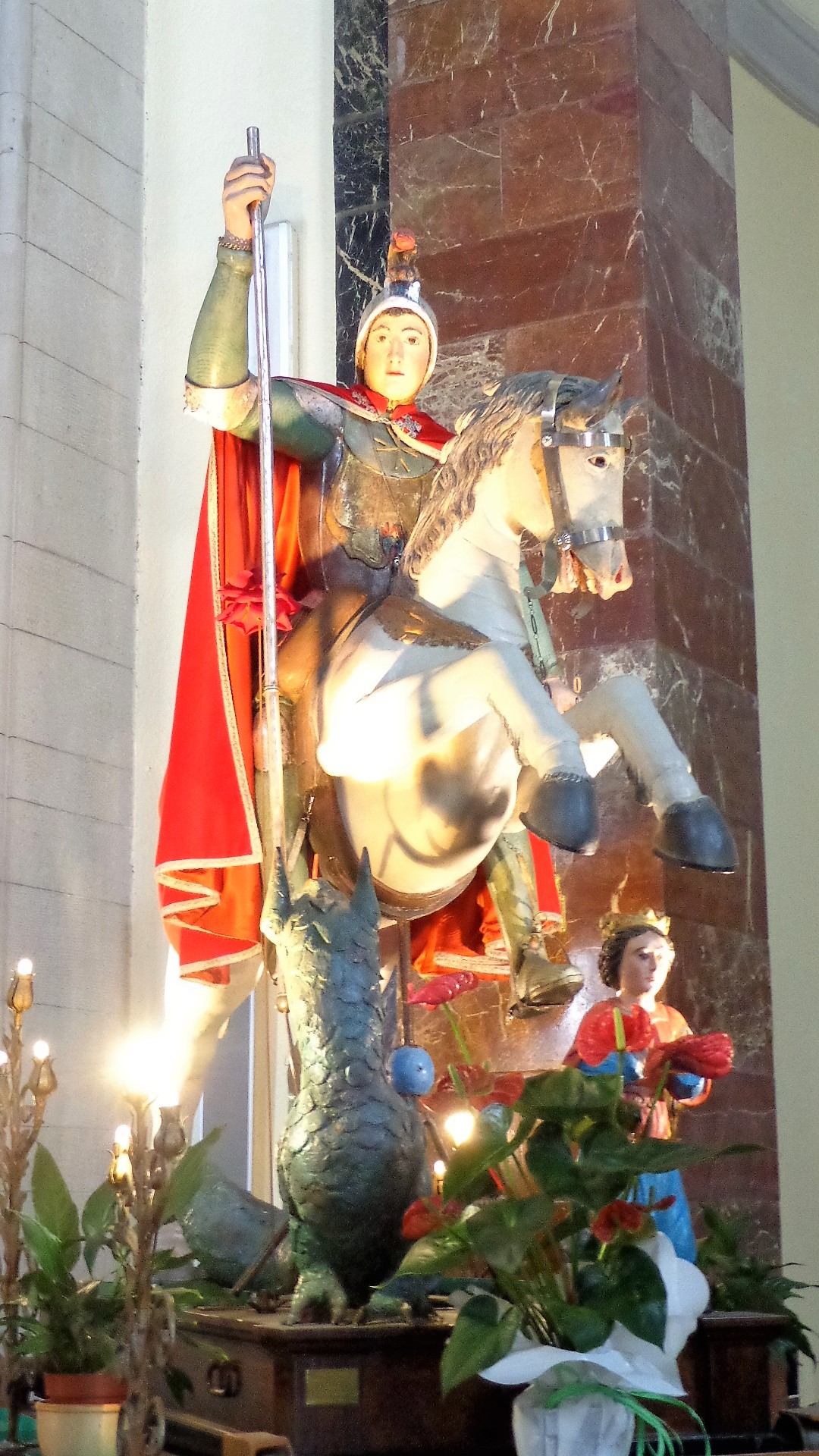
San Giorgio e il drago.

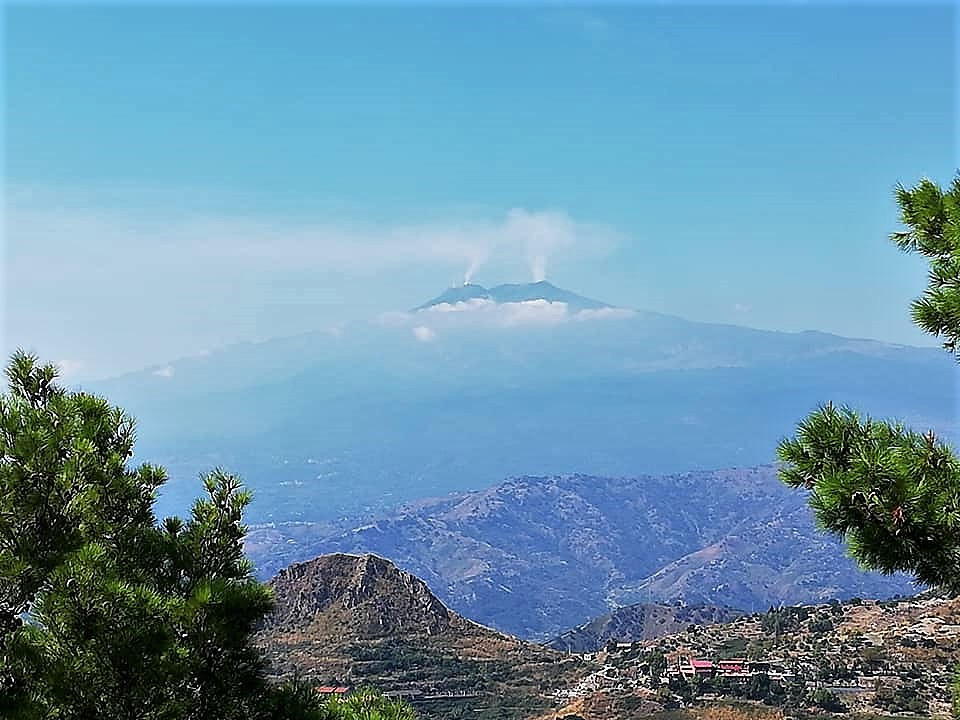
Etna, panorama dal castello.

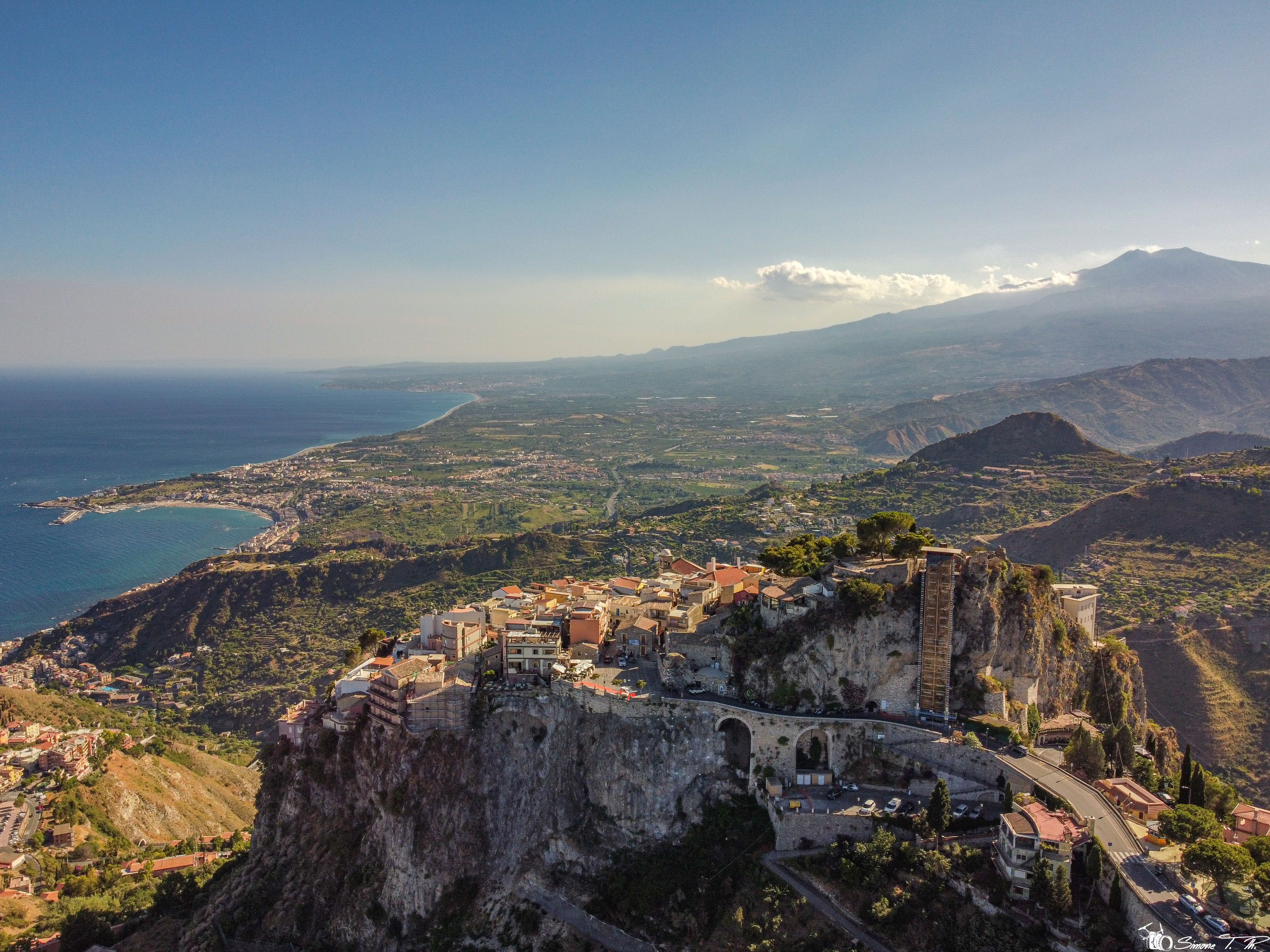
Panorama sulla Baia di Schisò, Giardini Naxos e costa catanese.

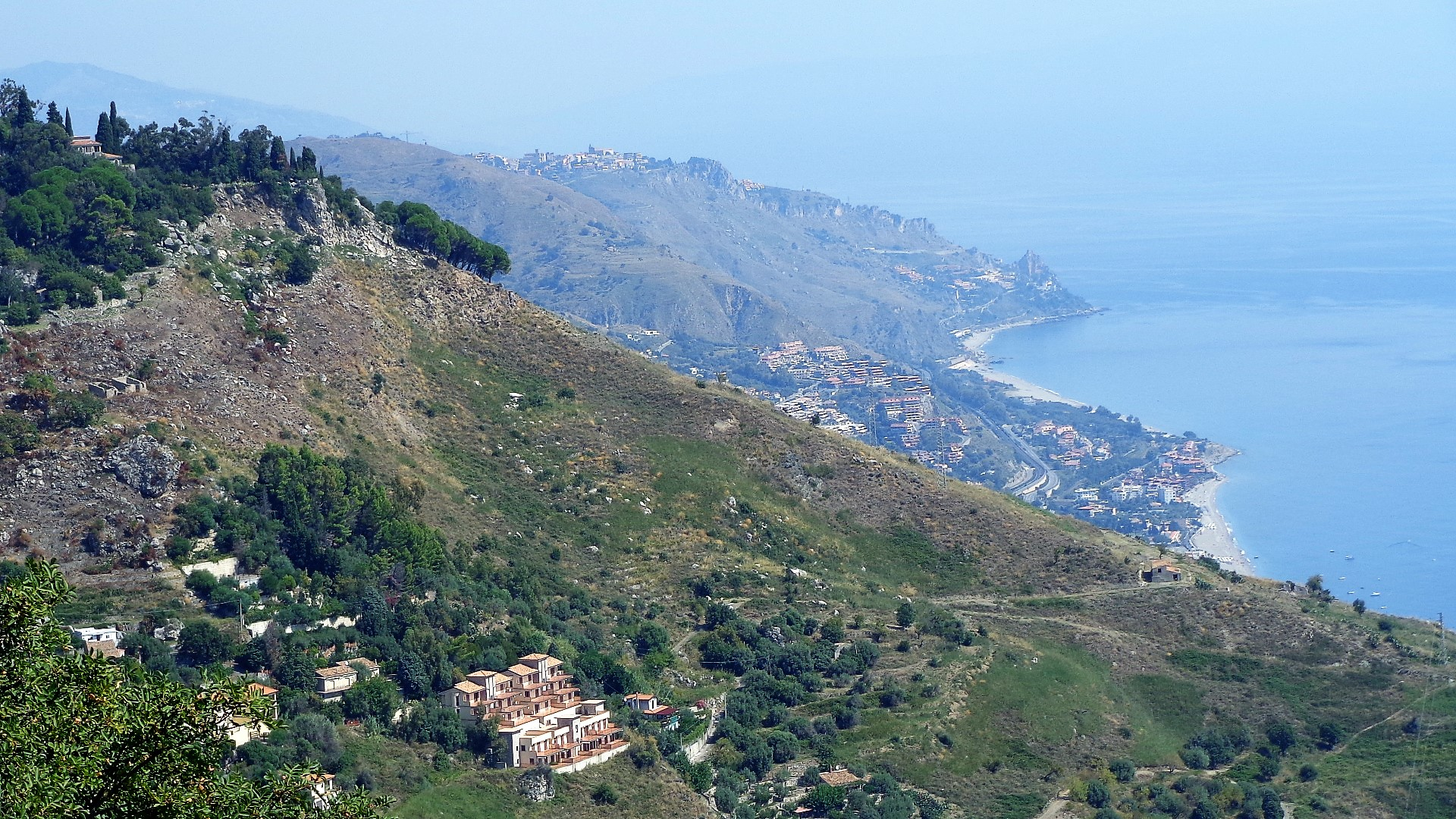
Panorama sullo Stretto di Messina e costa peloritana.

### La Festa di San Giorgio
Il 23 aprile si svolge ogni anno la festa religiosa dedicata al patrono san Giorgio.
Non è noto il motivo esatto che ha portato alla scelta di questo Santo come patrono ma si può ritenere che questa abbia origini molto antiche.
Gli abitanti attendono questo appuntamento con molta devozione e sentimento e preparano, attraverso la parrocchia, il comitato san Giorgio e la collaborazione del comune, i festeggiamenti trasportati da una calorosa partecipazione.
L'evento si protrae per almeno quattro o cinque giorni caratterizzato da spettacoli di intrattenimento e da una piccola fiera lungo la strada d'accesso al paese.
Nel 2008, l'amministrazione comunale ha voluto far coincidere ad una manifestazione così importante per la cittadinanza, "Primavera nel Borgo", la festa della primavera, valorizzando in questo modo quello che da sempre per Castelmola è un momento religioso ma anche un'occasione per riunire l'intera comunità.

### I Presepi
Castelmola negli anni '90 è riuscita a rendersi nota, durante il periodo natalizio, per la realizzazione dei presepi.
Tramite la stretta collaborazione tra istituzioni, commercianti e cittadini volontari vengono allestiti dei presepi lungo tutto il paese che nelle sue innumerevoli viuzze ospita le più svariate creazioni artistiche. Quest'anno erano presenti dalle realizzazioni tradizionali a quelle con i fiammiferi, la pasta di pane, la pasta, le bottiglie ecc.; tutto ciò accompagnato da tappe degustative con prodotti locali tipicamente natalizi.

### Leggende e storia castemolane
- L'Amante di Lady Chatterley

L'amante di Lady Chatterley, il famoso romanzo di D. H. Lawrence, pubblicato nel 1928 e successivamente ritirato per oscenità, venne ispirato dalla condotta licenziosa della baronessa tedesca, Frieda von Richthofen, moglie dello scrittore inglese. Durante il loro soggiorno a Taormina, Frieda, ebbe, infatti, modo di esprimere la propria esuberante sensualità, tra i vigneti e le cascine delle campagne di Castelmola, con il giovane mulattiere molese, Peppino D'Allura, che aveva il compito di accompagnare la baronessa alla villa della sua padrona, la signora Betty, la quale viveva a monte Venere ad 800 metri sul mare.
Tra un dolcetto e l'altro “Lady Chatterley”, raccontava alla sua amica, i giochi erotici nella splendida e selvaggia Sicilia lungo le mulattiere di Monte Venere.
- Florence Trevelyan

Florence Trevelyan era una nobildonna inglese che si stabilì a Castelmola in seguito al suo matrimonio con il professor Cacciola. Imparò ad amare questi luoghi meravigliosi a tal punto da costruire il suo paradiso di pace e tranquillità su queste pendici. La comoda e piccola casetta in pietra locale, abbellita da vialetti, aiuole e spianate lastricate e ancora oggi visibile, all'ombra dei pini, sul belvedere panoramico. La Trevelyan impegnò parte delle sue finanze nell'acquisto di vaste aree incolte assumendo operai per il rimboschimento e trasformando queste aspre montagne in boschi di eucalipti, castagni e querce.
Contribuì alla realizzazione della villa comunale di Taormina e delle due casette per i giochi dei bambini. Progettò, inoltre, la mulattiera di Scalazze: una scorciatoia per raggiungere
Monte Venere.

## Amministrazione
Di seguito è presentata una tabella relativa alle amministrazioni che si sono succedute in questo comune.
| Periodo          | Periodo          | Primo cittadino        | Partito              | Carica              | Note  |
| ---------------- | ---------------- | ---------------------- | -------------------- | ------------------- | ----- |
| 9 luglio 1985    | 21 maggio 1990   | Leopoldo Biondo        | Democrazia Cristiana | Sindaco             | [ 9 ] |
| 21 maggio 1990   | 14 giugno 1994   | Leopoldo Biondo        | Democrazia Cristiana | Sindaco             | [ 9 ] |
| 15 giugno 1994   | 25 maggio 1998   | Arturo D'agostino      | -                    | Sindaco             | [ 9 ] |
| 25 maggio 1998   | 27 maggio 2003   | Giuseppe Biondo        | lista civica         | Sindaco             | [ 9 ] |
| 27 maggio 2003   | 28 febbraio 2007 | Giuseppe Biondo        | lista civica         | Sindaco             | [ 9 ] |
| 28 febbraio 2007 | 15 maggio 2007   | Grazia Bellia          |                      | Comm. straordinario | [ 9 ] |
| 15 maggio 2007   | 8 maggio 2012    | Antonia Cundari        | lista civica         | Sindaco             | [ 9 ] |
| 8 maggio 2012    | in carica        | Antonino Orlando Russo |                      | Sindaco             | [ 9 ] |

### Altre informazioni amministrative
Il comune di Castelmola fa parte delle seguenti organizzazioni sovracomunali: regione agraria n.10 (Colline litoranee di Taormina).

## Società

### Evoluzione demografica
Abitanti censiti

### Etnie e minoranze straniere
Secondo i dati ISTAT al 31 dicembre 2009 la popolazione straniera residente era di 69 persone. Le nazionalità maggiormente rappresentate in base alla loro percentuale sul totale della popolazione residente erano:
Germania 12 1,11%
Marocco 12 1,11%